# Quebrachos (departement)
Quebrachos is een departement in de Argentijnse provincie Santiago del Estero. Het departement (Spaans:  departamento) heeft een oppervlakte van 3.507 km² en telt 11.331 inwoners.

## Plaatsen in departement Quebrachos
- Ramírez de Velazco
- Sumampa